# Catedral de la Asunción (Louisville)

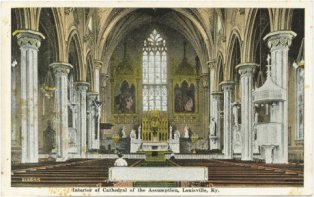
Interior de la catedral

La catedral de la Asunción (en inglés: Cathedral of the Assumption) es la catedral e iglesia madre de la arquidiócesis de Louisville en Louisville, Kentucky, en los Estados Unidos. Su Eminencia, Monseñor Joseph Kurtz, es el cuarto y el actual arzobispo de Louisville, y reside en la Catedral. El reverendo Jeffery S. Nicholas sirve como su rector.
En 1811, un pequeño grupo de católicos en Louisville formaron una Iglesia en las calles 10 y en la principal. Anteriormente, el padre Stephen Theodore Badin, el primer sacerdote ordenado en los Estados Unidos, había servido en el área de Louisville, en gran parte de la entonces frontera estadounidense.
En 1841, la diócesis fue trasladada desde Bardstown a Louisville, y Saint Louis se convirtió en iglesia catedral de San Luis.